# Museu do Quai Branly
O museu do quai Branly (em francês, musée du quai Branly) ou Museu das Artes e Civilizações da África, Ásia, Oceania e Américas, está situado no quai Branly, 7° arrondissement de Paris.
Projeto ambicioso executado por Jacques Chirac e realizado por Jean Nouvel, foi inaugurado em 20 de junho de 2006.
O museu tem uma área de 40.600 m² e conta com um acervo de 300.000 obras, das quais 3500 em exposição. Até fevereiro de 2009, o museu havia recebido mais de 4.000.000 visitantes, e apenas em 2016, recebeu 1,15 milhões de visitantes.

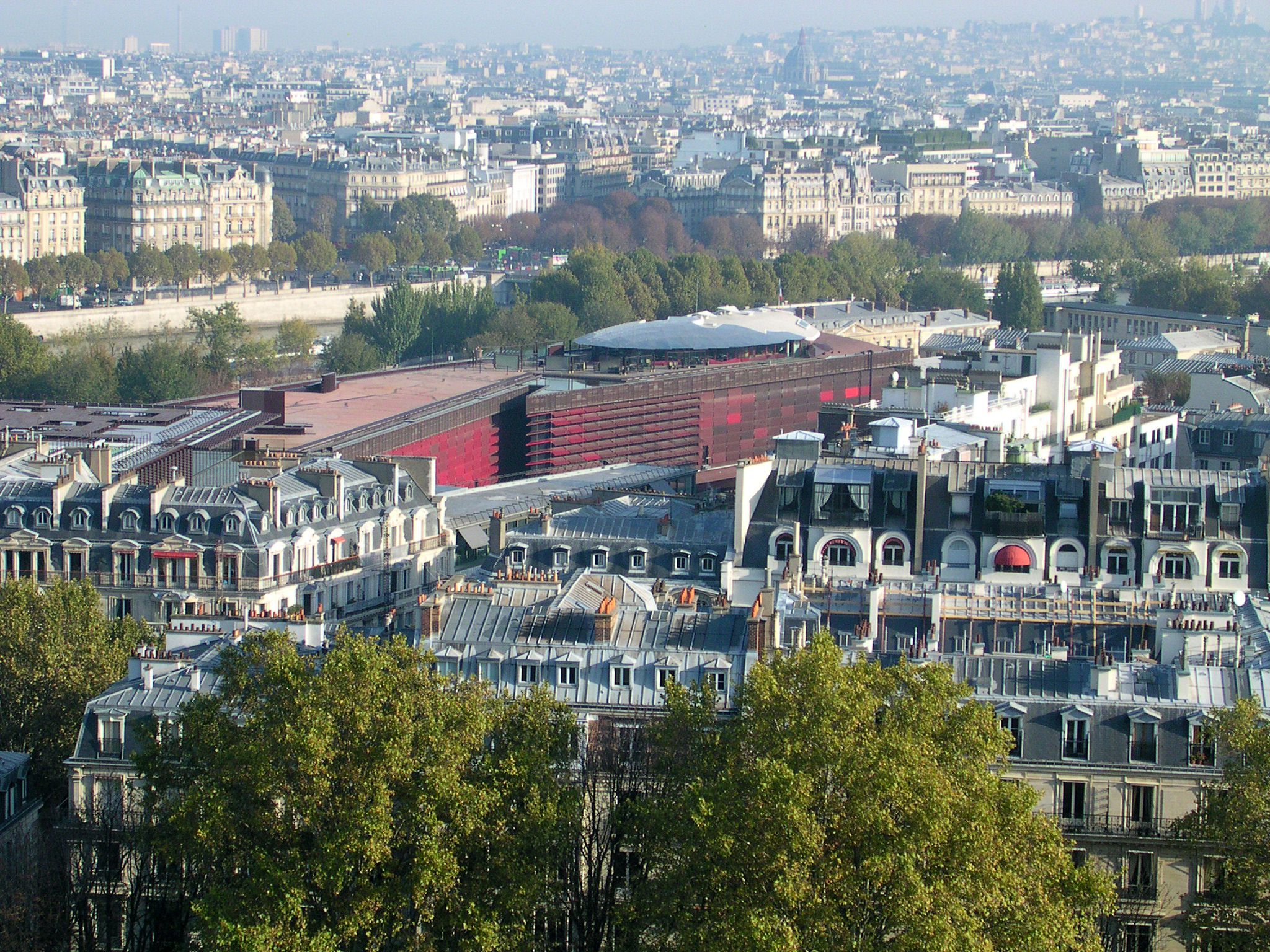
Museu do quai Branly visto do primeiro andar da Torre Eiffel.

O acervo do museu constituiu-se a partir de antigas coleções de etnologia do Museu do Homem e do Museu Nacional de Artes da África e da Oceania. As obras são divididas em grandes zonas continentais (África, Ásia, Oceania e Américas). Além da exposição permanente, o museu promove dez exposições temporárias por ano. 
A biblioteca possui importante documentação etnográfica, contando com os arquivos de Georges Condominas, Jacques Kerchache e outros.
Desde 2005, o museu publica a revista de antropologia e museologia Gradhiva, fundada por Michel Leiris e Jean Jamin em 1986, dedicada à pesquisa contemporânea em etnologia, história da antropologia, aos arquivos de grandes etnólogos, às estéticas não ocidentais e, atualmente, também às coleções do próprio museu.